# Zappa in New York
Zappa in New York uživo je album američkog glazbenika Frank Zappe, koji izlazi u ožujku 1978.g. Album je snimljen od materijala sa serije koncerata održanih u "New York City's Palladiumu" iz prosinca 1976.g. Zappa je na tim koncertima imao mnogobrojnu publiku, koja je s oduševljenjem pljeskala njegovom nastupu, pričama za samce i akrobacijama "Brecker Brothersa". Ovaj se album pripisuje Zappinoj kolekciji nakon prekida suradnje s izdavačkom kućom "Warner Brothers", a poslije tog prekida proizlaze još tri instrumentalna albuma, Studio Tan, Sleep Dirt  i Orchestral Favorites.

## Popis pjesama
Sve pjesme napisao je Frank Zappa.

### Originalno izdanje
1. "Titties & Beer" – 5:39
2. "I Promise Not to Come in Your Mouth" – 2:50
3. "Big Leg Emma" – 2:17
4. "Sofa" – 3:15
5. "Manx Needs Women" – 1:40
6. "The Black Page (solo na bubnjevima) #1" – 4:06
7. "The Black Page #2" – 5:31
8. "Honey, Don't You Want a Man Like Me?" – 4:15
9. "The Legend of The Illinois Enema Bandit" – 12:31
10. "The Purple Lagoon" – 16:57

### Reizdanje

#### Disk prvi
1. "Titties & Beer" – 7:36
2. "Cruisin' for Burgers" – 9:12
3. "I Promise Not to Come in Your Mouth" – 3:32
4. "Punky's Whips" – 10:51
5. "Honey, Don't You Want a Man Like Me?" – 4:12
6. "The Legend of The Illinois Enema Bandit" – 12:41

#### Disk drugi
1. "I'm the Slime" – 4:24
2. "Pound for a Brown" – 3:41
3. "Manx Needs Women" – 1:51
4. "The Black Page (solo na bubnjevima) #1" – 3:50
5. "Big Leg Emma" – 2:17
6. "Sofa" – 2:56
7. "The Black Page #2" – 5:36
8. "The Torture Never Stops" – 12:35
9. "The Purple Lagoon/Approximate" – 16:40

## Izvođači
- Frank Zappa – dirigent, klavijature, prva gitara, vokal, producent
- Ray White – ritam gitara, vokal
- Eddie Jobson – klavijature, violina, vokal
- Patrick O'Hearn – bas-gitara, vokal
- Terry Bozzio – bubnjevi, vokal
- Ruth Underwood – udaraljke, sintisajzer
- Don Pardo – pripovijedanje
- Dave Samuels – timpani, vibrafon
- Randy Brecker – truba
- Mike Brecker – tenor saksofon, flauta
- Lou Marini – alt saksofon, flauta
- Ronnie Cuber – bariton saksofon, klarinet
- Tom Malone – trombon, truba, pikolo
- John Bergamo – udaraljke
- Ed Mann – udaraljke
- Lou Anne Neill – harfa